# 覃辉
覃辉（1968年10月—），四川省达县人，出生于北京市，中国企业家，「卓京系」、「星美系」掌门人，曾有「民营传媒富豪第一人」的称号。1995-2005是北京夜總會「天上人間」老闆。2005年和2009年分別捲入张恩照案和李培英案，都安然度過。2023年在美國被捕，2024年3月認罪非法以他人名義為競選活動捐錢、移民詐欺和偽造身分文件，與檢方達成協議放棄美國綠卡，同5月刑期服滿被驱逐出境。

## 家庭背景
覃辉出身于一个普通家庭，其父是军人，任职于航空航天工业部五二九厂，母亲曾是达县教师。文革期间，覃父被派遣到北京服役，6岁的覃辉跟随父亲从四川迁至北京，母亲和兄弟姐妹则留在四川，因父亲工作性质和北京政治动荡，覃辉常无人照料，之后返回四川与母亲和兄弟姐妹重聚。在北京时，覃辉认识了青梅竹马林菁，是他在中关村二小和初中的同学。18岁后两人恋爱，結為夫妻，育有一女。林菁的父亲林德英是原国家主席李先念第二任夫人林佳楣的弟弟，母亲是中关村二小首任校长。1996年，林菁因先天性心脏病去世。
覃辉有一姐姐覃儉，曾在中科院物理所，后因出国未归被除名。覃俭的丈夫曲继发由某冶金所进入计量科学研究院，在覃俭离开物理所之前，以出国的名义离开了计量科学研究院。在覃俭离开物理所的同时，原本由覃辉拥有的卓京投资的90%股份转到覃俭与曲继发手中。覃辉称，是因林菁去世，才让姐姐覃俭带着年幼的女儿前往美国。
覃辉有一弟弟覃宏，为覃氏兄弟企业的幕前发言人。2002年进入电影业，投资并制作了《使徒行者（电影）》《如果爱》、《南京南京》、《黄金时代》、《七月与安生》《少年的你》等作品。
覃辉与李先念的小女儿（李小林）、女婿（空军上将刘亚洲）接触较多，但称他不认识李先念的大儿子。

## 生平

### 天上人间
1989年，覃辉在北京上大二时，天安门学生运动爆发，大学停课，他没有再回去完成学业，而是加入了航天部五院某所，不久跳槽到某美资通信企业，参与建设长城网（今中国联通CDMA网的前身）。1991年，覃辉下海，几经尝试，便开始从事铁矿石进出口贸易，顺利挖到了第一桶金。1994年，他成立了一家卓京商贸公司。1997年8月，覃辉透过卓京商贸，与其弟覃宏合作创办重庆长丰通信，由此發家。
1995年，覃辉在武汉钢铁公司做进口矿石的买卖，第一次被“协助调查”，折戟而归。为了找一个挣钱的买卖，向当时的首都机场管理公司的总经理李培英借款180万美元，并由军队一家贸易公司担保，买下原隶属台商广泰公司的“天上人间”夜总会。“天上人间”位于长城饭店西侧副楼，初期管理由台湾“四海帮”掌门陈永和（外号“宝哥”）派得力干将帮助打理。集结于此的一批模特和美女，被外界称为「红粉军团」，覃辉称之为「马子队」。在营业的十五年间，天上人间是北京的頂級娱乐场所。
1996年3月，天上人间名声大噪，正值中共召开“两会”，北京市公安局西城分局两位副局长吴长城、崔铁英，以检查为名，便服私访来到“天上人间”，半小时喝了一瓶“皇家礼炮”，称其为假酒，拒绝付款，與保安爆發衝突后，吴以保卫两会为名，紧急调动了武装特警两个分队包围夜总会，覃辉则求援中央警备团摆平。事件导致崔副局长清除出公安队伍，吴副局长检讨较好，下放至密云县任公安局副局长。2018年，覃辉接受《中国经营报》的采访时澄清该事件：「那只是客人之间发生了冲突引起的，我们并没有与有关部门发生冲突。」
2003年6月的北京国际车展上，当时惟一一辆宾利加长728标价888万元人民币。这辆车由覃辉购下，经过媒体渲染，覃辉逐渐以“隐身富豪”形象进入公众视野。
2005年，天上人间花魁梁海玲在家中被杀，名下银行卡搜出千万财产，以及一些外省高官的私人电话。同年，天上人间被覃辉转手卖掉，后共发生了四次转让，最后所有者石本投资背景成谜，但覃辉称已与其无关。2010年5月11日，天上人間被警方查处。2011年12月，“天上人间”歌舞厅营业部副总经理孙立霞，因介绍卖淫罪被朝阳法院一审判刑4年。
覃辉多次否认天上人间提供色情服务。他在2018年说：“这样诽谤我，诽谤天上人间，我不知道为什么，到今天为止，我以天上人间的老板感到非常自豪，我们不会干那些肮脏的事情！”對於梁海玲一案，他說：「她死之前一年多，已经没有来过天上人间，听说也是什么原因坐牢了一年，出来大概没有多久，确实是死了，但是跟天上人间没有任何关系。」覃辉還曾表示，至今都沒有讓大女兒學習中文，就為了避免相關謠傳給女兒造成心理陰影。

### 涉案隐退
2005年覃辉被捲入原建行行长张恩照案，被有关部门带走协助调查，从此淡出公众视野。据法院材料，2002年5月，在“天上人间”停车场，张恩照第一次收受了覃辉给予的1万美元，至2005年间，张恩照先后6次收受覃辉贿赂总计6万美元、20万港元、10万元人民币，为此，张恩照给覃辉提供了6亿元贷款及抵押解除帮助。2006年，法院判处张恩照有期徒刑15年，覃辉免于起诉。此後星美开始大规模剥离不良资产，偿还银行债务。2005年—2009年，星美一直处于重组之中。
2009年，覃辉捲入首都機場李培英案，被控累计向李行贿1867.68万元，占到李培英受贿总金额的七成，2009年李培英被執行死刑，覃辉再次安然度過。
对张恩照、李培英等人的贿赂，为覃辉旗下公司带来了大量贷款。覃辉曾从中国建设银行、民生银行获得贷款达10亿元，支持旗下的卓京系、星美系大肆并购。自1994年，覃辉在重庆设立重庆卓京实业发展有限公司之后，通过不断的资本运作，最终形成了横跨通信、IT、传媒三大产业的卓京系帝国。2001年，卓京投资和长丰通信共同组建星美传媒集团有限公司，“星美系”由此诞生。
2003年夏天，覃辉通过自己在英属维尔京群岛注册的SMI公司(Strategic Media International)，开始了在香港的收购活动，收购东方魅力（后改名星美国际）、阳光文化及《成报》。除了覃辉的弟弟覃宏在电影行业有所收获外，覃辉收购的几家公司多为亏损。张恩照案发后，2005年—2009年，星美一直处于重组之中，大规模剥离不良资产以偿还银行债务，专注传媒业务尤其电影。

### 重返A股遇挫
2015年7月，覃辉通过其控制的星美圣典受让宁波金阳光100%股权，从而间接控制上市公司*ST圣莱，欲重返A股。但是由于*ST圣莱两项违法操作，为公司2015年的报表虚增净利润1500万元，实控人覃辉2018年被处以市场禁入5年的处罚。另外，2018年1月，覃辉欲通过旗下公司成都润运借壳“中植系”麾下的宇顺电子上市。但由于证监会的处罚，本次重组告吹。经过两次借壳失败，覃辉表示：“本人永远也不会回归A股，一辈子都不当董监高！”
2018年以来，星美控股突然爆发一系列危机，最多时旗下2/3的影院暂停营业、影院员工欠薪、拖欠供应商货款及片方版权费达数亿元而被诉至法院，部分影院被列入失信名单。
雖然覃輝持有的上市公司「星美控股」陷入財困，卻吸引香港傳媒集團注資、買債券。2014年英皇集團主席楊受成，買入星美逾6%股權；而TVB（電視廣播）於2018年更先後向「星美控股」買入兩筆合共8.3億的星美債券。縱使「星美」獲港資投資，於2018年9月停牌，2020年5月被香港交易所除牌。
2021年，中植系旗下湖州创泰融元到美国对覃辉追债，要求纽约南区联邦法庭承认并执行中国法院的判决，偿还4.5亿美元债务。2022年6月22日，圣莱达摘牌退市。

### 美国被捕
2022年，覃辉在一起袭击中试图勒死前妻刘多，數月後纽约长岛警方再接到报警，指覃辉用斧头破坏了刘多的卧室衣柜门，门上装有电子锁，当时他的前岳母与未成年儿子都在现场。警方以涉嫌犯下刑事破坏罪，将覃辉逮捕，在被簽發禁止騷擾令後释放。
2023年10月2日，覃辉在其曼哈顿广场酒店的一间公寓被捕，罪名是使用虛假身份證件。2024年3月18日，覃辉在纽约东区联邦地区法院认罪。他被控以他人名義進行政治捐獻、移民欺詐、偽造身分文件等罪名。据他承认，2008年，他从一名中共政府官员购买了“李木林”（Muk Lam Li）化名，包括一张香港身份证、一张中国身份证以及香港护照，这些证件上有覃的照片，但出生日期与覃不同。2017年9月，覃辉使用李木林的化名从中国向刘多的美国银行账户转账超过500万美元，部分用于2017年与2019年以总价6170万美元购买两人共同所有的广场酒店两套顶层公寓。2023年，在覃辉被拘留期间，刘多试图低价卖出这两套房产。覃辉还承认，他在刘多的协助下，以欺诈手段获得绿卡和佛州驾照。作為認罪協議的一部分，覃輝同意放棄他的「美國合法永久居民」身分，並接受在2024年5月9日服刑期滿後遣送至其他國家。

## 个人生活
覃辉第一任妻子林菁是前国家主席李先念第二任夫人林佳楣的侄女，1996年去世。
此后，覃辉和「化妆品女皇」郑明明大女儿陈维蕊拍拖半年。陈维蕊形容他道:“京城有‘空心大佬，覃辉算一个。”
2004年，覃辉在曾志伟介绍下，认识香港艺人李嘉欣，一度传出订婚。李嘉欣否认绯闻，形容他道:“‘空心大佬一个，既无才又无财，算个过路朋友吧。”
2010年，覃辉和模特儿刘多结婚。刘多在北京出生和长大，是2006年“中国小姐”和2008年中国模特第一名，2010年通过“特殊人才计划”移民美国，在2017年取得美国綠卡，创办艺术和文化非营利组织“CivilizAsian Foundation”。2022年，她被纽约市长亚当斯办公室任命为“亚裔事务顾问委员会”成员。据覃辉，疫情和中国的清零政策对他的媒体公司造成了重大打击，导致公司破产。面对财务压力，刘多在2021年和他离婚，但两人依然住在一起。

## 資料來源
1. ↑  .   [2018-09-06]. （原始内容存档于2018-09-07）.
2. ↑  .   [2023-02-05]. （原始内容存档于2023-02-05）.
3. ↑  sina_mobile. . finance.sina.cn. 2005-05-11  [2024-04-24]. （原始内容存档于2024-04-24）.
4. ↑  中国经营报. . finance.sina.com.cn. 2018-04-25  [2024-04-24]. （原始内容存档于2024-04-24）.
5. ↑  . news.sohu.com.   [2024-04-24]. （原始内容存档于2024-04-24）.
6. ↑  . RFI - 法国国际广播电台. 2018-04-27  [2024-04-24]. （原始内容存档于2023-02-05） （中文（简体））.
7. ↑  . www.upmedia.mg.   [2024-04-24]. （原始内容存档于2024-04-24）.
8. ↑  . Sing Tao Canada 星島加拿大. 2024-03-18  [2024-04-24]. （原始内容存档于2024-04-24） （中文（臺灣））.
9. ↑  sina_mobile. . news.sina.cn. 2024-03-20  [2024-04-24]. （原始内容存档于2024-04-24）.
10. 1 2  张襦心. . 新民周刊2010第50期. 2010-05-30  [2024-04-24]. （原始内容存档于2024-04-24）.
11. ↑  . www.chinanews.com.cn.   [2024-04-24]. （原始内容存档于2024-04-24）.
12. ↑  . ent.sina.com.cn.   [2024-04-24]. （原始内容存档于2022-11-26）.